# 金谷利廣
金谷 利廣（かなたに としひろ、1935年（昭和10年）5月17日- ）は最高裁判所判事。

## 略歴
1958年（昭和33年）に京都大学法学部卒業。司法修習（12期）を経て裁判官となる。裁判現場のほか、最高裁判所調査官、最高裁判所刑事局第１課長、司法研修所教官等を経て、1988年（昭和63年）4月に最高裁判所総務局長、1991年（平成3年）6月に奈良地方裁判所所長、1993年（平成5年）8月に最高裁事務総長などを務め、司法行政に携わる。
1996年（平成8年）11月に東京高等裁判所長官を経て、1997年（平成9年）10月に最高裁判事に就任。
2005年（平成17年）5月に定年退官。2007年（平成19年）4月に旭日大綬章を受章。